# Trolejbusy w Samtredii
Trolejbusy w Samtredii – zlikwidowany system komunikacji trolejbusowej w gruzińskim mieście Samtredia.

## Historia
Trolejbusy w Samtredii uruchomiono 23 sierpnia 1982. Maksymalny zasięg sieć trolejbusowa osiągnęła w 1986. Wówczas w mieście było 22,5 km tras i 4 linie. System zlikwidowano około 2003.

## Tabor
Do obsługi sieci posiadano trolejbusy Škoda 14Tr i ZiU-9.